# France aux Jeux olympiques de 1900
L'équipe de France olympique participe aux Jeux olympiques de 1900 à Paris. Elle y remporte 103 médailles : 27 en or, 39 en argent et 37 en bronze, se situant à la première place des nations au tableau des médailles. La délégation française regroupe 491 sportifs, dont neuf femmes. 

## Bilan général
Ce bilan correspond au tableau de médailles intitulé  Tableau des médailles de sports-reference.com qui se trouve au sein de l'article Jeux olympiques de 1900. il est parfaitement conforme aux données du CIO, revues en juillet 2021.
| Place | Sport       | Médaille d'or, Jeux olympiques | Médaille d'argent, Jeux olympiques | Médaille de bronze, Jeux olympiques | Total |
| 1     | Athlétisme  | 0                              | 4                                  | 2                                   | 6     |
| 2     | Escrime     | 5                              | 5                                  | 5                                   | 15    |
| 3     | Voile       | 5                              | 9                                  | 10                                  | 24    |
| 4     | Tir à l'arc | 4                              | 5                                  | 4                                   | 13    |
| 5     | Tir         | 2                              | 2                                  | 2                                   | 6     |
| 5     | Croquet     | 3                              | 2                                  | 2                                   | 7     |
| 6     | Aviron      | 2                              | 3                                  | 1                                   | 6     |
| 7     | Cyclisme    | 2                              | 2                                  | 2                                   | 6     |
| 8     | Natation    | 1                              | 2                                  | 2                                   | 5     |
| 10    | Gymnastique | 1                              | 1                                  | 1                                   | 3     |
| 11    | Equitation  | 2                              | 2                                  | 4                                   | 8     |
| 12    | Tennis      | 0                              | 1                                  | 1                                   | 2     |
| 13    | Football    | 0                              | 1                                  | 0                                   | 1     |
| 14    | Water-polo  | 0                              | 0                                  | 1                                   | 1     |
| Total | Total       | 27                             | 39                                 | 37                                  | 103   |

## Liste des médaillés français

### Médailles d'or
| Sport               | Discipline                         | Sportifs                                                           | Performance |
| Médailles d'or : 27 |                                    |                                                                    |             |
| Aviron              | Skiff                              | Hermann Barrelet                                                   |             |
| Aviron              | Quatre avec barreur                | Henri Bouckaert Jean Cau Émile Delchambre Henri Hazebrouck Charlot |             |
| Croquet             | Simple 1 boule                     | Gaston Aumoitte                                                    |             |
| Croquet             | Simple 2 boules                    | Chrétien Waydelich                                                 |             |
| Croquet             | Double                             | Gaston Aumoitte Georges Johin                                      |             |
| Cyclisme            | Vitesse                            | Albert Taillandier                                                 |             |
| Cyclisme            | 25 km                              | Louis Bastien                                                      |             |
| Équitation          | Saut en hauteur                    | Dominique Maximien Gardères                                        |             |
| Équitation          | Chevaux de selle                   | Napoléon Murat                                                     |             |
| Escrime             | Fleuret                            | Émile Coste                                                        |             |
| Escrime             | Sabre                              | Georges de la Falaise                                              |             |
| Escrime             | Fleuret maîtres d’armes            | Lucien Mérignac                                                    |             |
| Escrime             | Épée maîtres d’armes               | Albert Ayat                                                        |             |
| Escrime             | Épée amateurs et maîtres d’armes   | Albert Ayat                                                        |             |
| Gymnastique         | Concours individuel sur 8 épreuves | Gustave Sandras                                                    |             |
| Natation            | Nage sous l’eau                    | Charles de Vendeville                                              |             |
| Tir                 | Fusil de guerre, couché, 300 m     | Achille Paroche                                                    |             |
| Tir                 | Fosse olympique                    | Roger de Barbarin                                                  |             |
| Tir à l’arc         | Cordon doré 50 m                   | Henri Hérouin                                                      |             |
| Tir à l’arc         | Chapelet 50 m                      | Eugène Mougin                                                      |             |
| Tir à l’arc         | Tir à la perche (pyramide)         | Émile Grumiaux                                                     |             |
| Tir à l’arc         | Championnat du monde               | Henri Hérouin                                                      |             |
| Voile               | 0,5 tonneau, course 1              | Pierre Gervais                                                     |             |
| Voile               | 0,5 tonneau, course 2              | Émile Sacré                                                        |             |
| Voile               | 10-20 tonneaux                     | Émile Billard Paul Perquer                                         |             |
| Voile               | ½ – 1 tonneau - Course 2           | Louis Auguste-Dormeuil                                             |             |
| Voile               | 3 – 10 tonneaux - Course 1         | Henri Gilardoni                                                    |             |

### Médailles d'argent

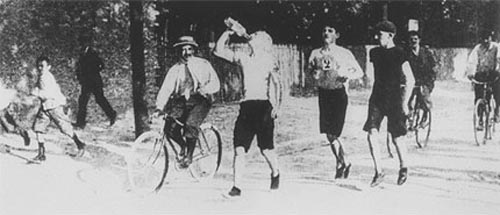
Émile Champion lors de l'épreuve du marathon.

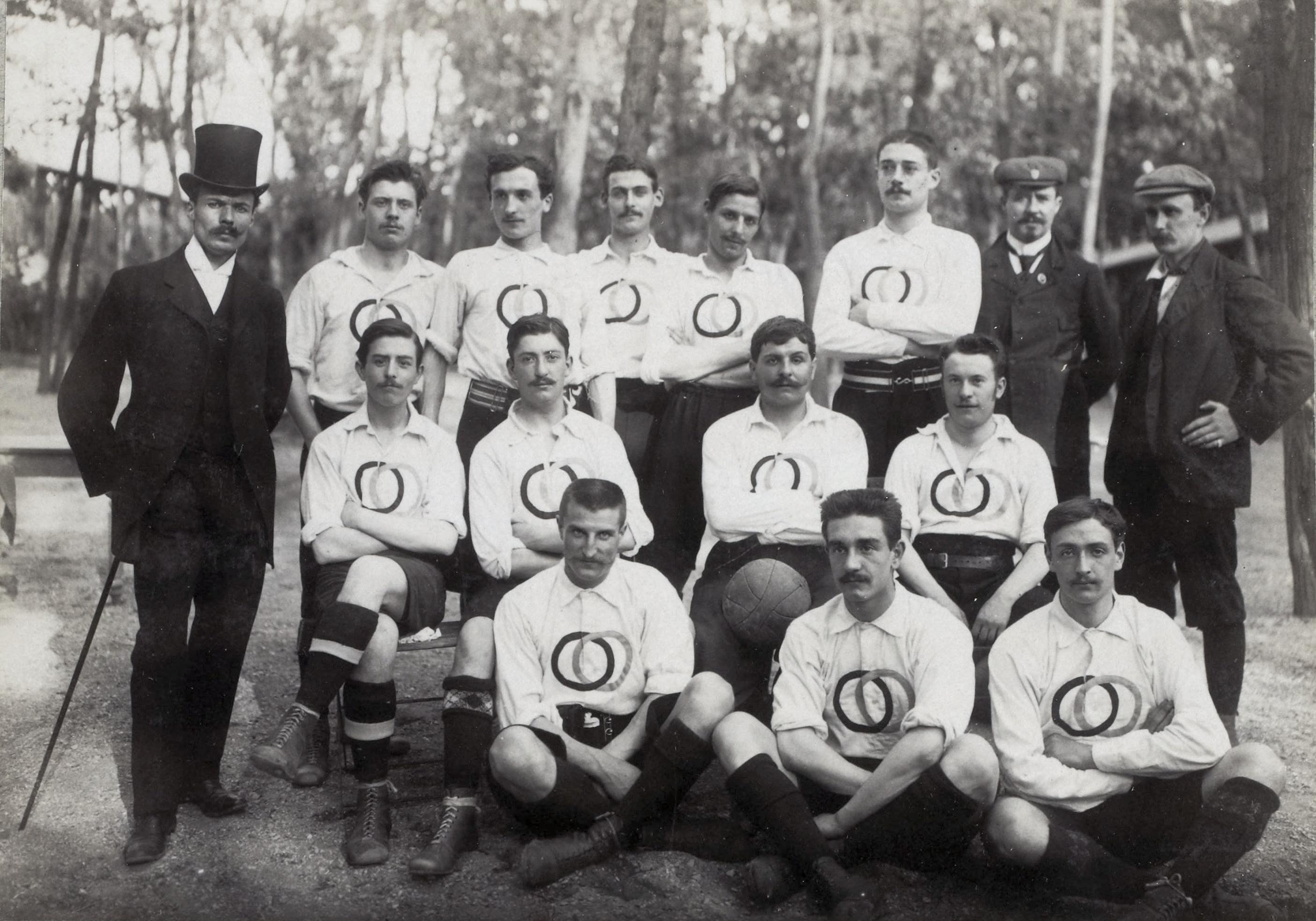
L'équipe de France de football aux Jeux de 1900.

| Sport                   | Discipline                         | Sportifs | Performance     |
| Médailles d'argent : 39 |                                    | |                 |
| Athlétisme              | 1 500 m H                          | Henri Deloge | 4 min 06 s 6    |
| Athlétisme              | 400 m haies H                      | Henri Tauzin | 58 s 1          |
| Athlétisme              | 5 000 m par équipes H              | André Castanet Albert Champoudry Jacques Chastanié Henri Deloge Gaston Ragueneau | 29 points       |
| Athlétisme              | Marathon H                         | Émile Champion | 3 h 04 min 17 s |
| Aviron                  | Skiff                              | André Gaudin |                 |
| Aviron                  | Deux avec barreur                  | Lucien Martinet René Waleff |                 |
| Aviron                  | Quatre avec barreur                | Georges Lumpp Charles Perrin Daniel Soubeyran Émile Wegelin |                 |
| Croquet                 | Simple 1 boule                     | Georges Johin |                 |
| Croquet                 | Simple 2 boules                    | Maurice Vignerot |                 |
| Cyclisme                | Vitesse                            | Fernand Sanz |                 |
| Cyclisme                | 25 km hommes                       | Lloyd Hildebrand |                 |
| Équitation              | Chevaux de selle                   | Victor Archenoul |                 |
| Équitation              | Attelage à quatre chevaux          | Léon Thome |                 |
| Escrime                 | Fleuret                            | Henri Masson |                 |
| Escrime                 | Épée                               | Louis Perrée |                 |
| Escrime                 | Sabre                              | Léon Thiébaut |                 |
| Escrime                 | Fleuret maîtres d’armes            | Alphonse Kirchhoffer |                 |
| Escrime                 | Épée maîtres d’armes               | Gilbert Bougnol |                 |
| Football                | Équipe de France                   | Pierre Allemane Louis Bach Alfred Bloch Fernand Canelle René Ressejac-Duparc Eugène Fraysse Virgile Gaillard Georges Garnier René Grandjean Lucien Huteau Marcel Lambert Maurice Macaire Gaston Peltier |                 |
| Gymnastique             | Concours individuel sur 8 épreuves | Noël Bas |                 |
| Natation                | Nage sous l’eau                    | André Six |                 |
| Natation                | 200 m nage libre par équipes       | Joseph Bertrand Victor Cadet Maurice Hochepied Victor Hochepied Jules Verbecke |                 |
| Tennis                  | Simple Dames                       | Hélène Prévost |                 |
| Tir                     | Pistolet libre, 50 m               | Achille Paroche |                 |
| Tir                     | Revolver par équipes, 50 m         | Louis Dutfoy Maurice Lecoq Léon Moreaux Achille Paroche Jules Trinité |                 |
| Tir à l’arc             | Cordon doré, 33 m                  | Victor Thibault |                 |
| Tir à l’arc             | Chapelet, 33 m                     | Victor Thibault |                 |
| Tir à l’arc             | Chapelet, 50 m                     | Henri Helle |                 |
| Tir à l’arc             | Tir à la perche (herse)            | Auguste Serrurier |                 |
| Tir à l’arc             | Tir à la pyramide                  | Auguste Serrurier |                 |
| Voile                   | 0,5 tonneau, course 1              | Jean-Baptiste Charcot Robert Linzeler François Texier Auguste Texier |                 |
| Voile                   | 0,5 tonneau, course 2              | François Texier Auguste Texier Jean-Baptiste Charcot Robert Linzeler |                 |
| Voile                   | 0,5-1 tonneau                      | Jacques Baudrier Félix Marcotte William Martin Jules Valton Jean Le Bret |                 |
| Voile                   | 0,5– 1 tonneau, Course 2           | Émile Michelet Félix Michelet Marcel Meran |                 |
| Voile                   | 1-2 tonneaux, course 1             | François Vilamitjana Auguste Albert Charles Hugo Albert Duval |                 |
| Voile                   | 2-3 tonneaux, course 1             | Léon Susse Jacques Doucet Auguste Godinet Henri Mialaret |                 |
| Voile                   | 2-3 tonneaux, course 2             | Léon Susse Jacques Doucet Auguste Godinet Henri Mialaret |                 |
| Voile                   | 3-10 tonneaux                      | Alfred Dubois Jules Dubois Maurice Gufflet Robert Gufflet Charley Guiraut |                 |
| Voile                   | 10-20 tonneaux                     | Jean Decazes |                 |

### Médailles de bronze
| Sport                    | Discipline                                | Sportifs | Performance  |
| Médailles de bronze : 37 |                                           | |              |
| Athlétisme               | 2 500 m steeple H                         | Jean Chastanié | 7 min 44 s 0 |
| Athlétisme               | Saut en longueur sans élan                | Émile Torcheboeuf | 3,03 m       |
| Aviron                   | Deux avec barreur                         | Carlos Deltour Antoine Védrenne Raoul Paoli |              |
| Croquet                  | Simple 1 boule                            | Chrétien Waydelich |              |
| Croquet                  | Simple 2 boules                           | Jacques Sautereau |              |
| Cyclisme                 | 25 km                                     | Auguste Daumain |              |
| Cyclisme                 | Course aux points                         | Louis Trousselier |              |
| Équitation               | Saut d’obstacles                          | Louis de Champsavin |              |
| Équitation               | Saut en longueur                          | Jacques de Prunelé |              |
| Équitation               | Chevaux de selle                          | Robert de Montesquiou-Fézensac |              |
| Équitation               | Attelage à quatre chevaux                 | Jean de Neuflize |              |
| Escrime                  | Fleuret                                   | Marcel Boulenger |              |
| Escrime                  | Épée                                      | Léon Sée |              |
| Escrime                  | Fleuret maitres d’armes                   | Jean-Baptiste Mimiague |              |
| Escrime                  | Épée maitres d’armes                      | Henri Laurent |              |
| Escrime                  | Épée amateur et maitres d’armes           | Léon Sée |              |
| Gymnastique              | Concours individuel sur 8 épreuves        | Lucien Démanet |              |
| Natation                 | 4 000 m libre                             | Louis Martin |              |
| Natation                 | 200 m nage libre par équipe               | Philippe Houben Georges Leuillieux Louis Martin Désiré Merchez René Tartara                                                                                |              |
| Tennis                   | Double Messieurs                          | André Prévost Georges de la Chapelle |              |
| Tir                      | Fusil de guerre, couché par équipes 300 m | Auguste Cavadini Maurice Lecoq Léon Moreaux Achille Paroche René Thomas                                                                                    |              |
| Tir                      | Fosse olympique                           | Justinien de Clary |              |
| Tir à l’arc              | Cordon doré 33 m                          | Frédéric Petit |              |
| Tir à l’arc              | Cordon doré 50 m                          | Émile Fisseux |              |
| Tir à l’arc              | Chapelet 33 m                             | Frédéric Petit |              |
| Tir à l’arc              | Chapelet 50 m                             | Émile Mercier |              |
| Voile                    | 0,5 tonneau, course 1                     | Henri Monnot Léon Tellier Gaston Cailleux |              |
| Voile                    | 0,5 tonneau, course 2                     | Pierre Gervais |              |
| Voile                    | 0,5-1 tonneau                             | Émile Michelet Félix Michelet Marcel Meran |              |
| Voile                    | 0,5-1 tonneau, course 2                   | Jacques Baudrier Félix Marcotte William Martin Jules Valton Jean Le Bret                                                                                   |              |
| Voile                    | 1-2 tonneaux, course 1                    | Jacques Baudrier Lucien Baudrier Albert Dubosq Édouard Mantois                                                                                             |              |
| Voile                    | 1-2 tonneaux, course 2                    | François Vilamitjana Auguste Albert Charles Hugo Albert Duval                                                                                              |              |
| Voile                    | 2-3 tonneaux, course 1                    | Ferdinand de Schlatter Gilbert de Cotignon Émile Jean-Fontaine                                                                                             |              |
| Voile                    | 2-3 tonneaux, course 2                    | Auguste Donny |              |
| Voile                    | 3 à 10 tonneaux, course 1                 | Alfred Dubois Jules Dubois Maurice Gufflet Robert Gufflet Charley Guiraut                                                                                  |              |
| Voile                    | Toutes catégories                         | Émile Michelet Félix Michelet |              |
| Water polo               | Hommes                                    | Pupilles de Neptune de Lille 2 Auguste Camelin Eugène Coulon Bénoni Fardel Eugène Favier Kléber Fiolet Pierre Gellé Louis Marc Louis Martin Désiré Merchez |              |

## Engagés français par sport

### Aviron
- Paul Cocuet
- Jules Demaré
- Clément Dorlia

### Escrime
- Joseph Ducrot (fleuret)

### Gymnastique
- Georges Dubois

### Tir
- Joseph Labbé